# A Cock and Bull Story
A Cock and Bull Story è un film del 2006 diretto da Michael Winterbottom.
Negli Stati Uniti d'America e in Australia è uscito con il titolo Tristram Shandy: A Cock and Bull Story. Non è stato doppiato in italiano.

## Trama
A Cock and Bull Story vede Steve Coogan nel ruolo di sé stesso. Viene dipinto come un attore egocentrico, con scarsa autostima e una complicata vita sentimentale. Coogan è impegnato nel ruolo di protagonista di un adattamento del Tristram Shandy che si sta girando in una maestosa dimora (la Blickling Hall di Blickling, nel Norfolk). Egli litiga lungo tutto il film con Brydon, che recita nella parte di zio Toby e crede fermamente che il proprio ruolo sia altrettanto importante (si definisce, infatti, "coprimario").
Il film racchiude diverse sequenze del film in realizzazione, in particolare la storia del concepimento di Tristram, la sua nascita e il suo battesimo; le esperienze dello zio Toby all'assedio di Namur; l'improvvisa e accidentale circoncisione di Tristram all'età di tre anni; infine, la parte conclusiva del romanzo, in cui l'ecclesiastico Yorick afferma: "It is a story about a Cock and a Bull - and the best of its kind that ever I heard!" ("È una storia di castronerie - ma nel suo genere la migliore che abbia mai sentito").

### Il gioco delle cornici in Sterne
Il film cerca di mettere in scena il gioco di cornici narrative sviluppato nel romanzo da cui è tratto, il Tristram Shandy di Laurence Sterne. Alle cornici del romanzo viene aggiunta quella inerente alla realizzazione del film stesso, mettendo in mostra i due attori, Steve Coogan e Rob Brydon, impegnati a interpretare i personaggi Walter Shandy e zio Toby, nel 'dietro le quinte' dell'adattamento cinematografico. Anche Gillian Anderson e Keeley Hawes interpretano sé stessi, oltre ai ruoli a loro carico relativi al romanzo.

## Colonna sonora
La colonna sonora riprende diversi frammenti dalle composizioni di Nino Rota per l'8½ di Fellini, film che, come A Cock and Bull Story, vuole essere una riflessione sul lavoro che sta dietro la realizzazione di un film. Altri utilizzi extradiegetici delle musiche pescano da Amarcord, Sorrisi di una notte d'estate, Barry Lyndon e I misteri del giardino di Compton House. Michael Nyman, compositore della colonna sonora di quest'ultimo film, ha riarrangiato per A Cock and Bull Story una sarabanda di Händel già presente nel film di Greenaway, mentre altri pezzi della colonna sonora di I misteri del giardino di Compton House (delle tante incisioni che ne sono state fatte) sono stati utilizzati come temp music delle sezioni di A Cock and Bull Story dedicate all'originale materiale sterniano.

## Distribuzione
Film britannico uscito il 20 gennaio 2006.

## Riconoscimenti
- Tulipano d'oro 2006 all'International Istanbul Film Festival
- Premio Chlotrudis del 2007 per il miglior adattamento